# Annum
Az annum latin szó, jelentése év (a latin nominativ annus, illetve genitiv anni akkuzativ egyes számú hímnemű alakja). Per annum jelentése: évente.
Nemzetközi szó, amely számos nyelvben előbukkan, gyakran archaikus jelentések kifejezésére. További gyakorlati jelentősége, hogy a természettudományok időmértékegységeinek alkotóeleme.
Az annum szó a következő időmértékegységekben fordul elő:
- Kiloannum (rövidítve ka): ezer évnek megfelelő időszak.
- Megaannum (Ma): (106), azaz egymillió év. Gyakran használja a geológia, az őslénytan és a csillagászat. Például a Tyrannosaurus rex nevű dinoszaurusz 65 millió évvel ezelőtti időszakban élt (rövidebben: Tyrannosaurus, 65 Ma).
- Gigaannum (Ga): (109), azaz egymilliárd év, nagyon hosszú időszak, amit például a fizikai kozmológia használ. Például a Föld kora mintegy 4,55 Ga.
- Exaannum (Ea): 1018) év. Az emberi élet léptékével szinte felfoghatatlanul hosszú periódus, tudományos léptékekben szükséges a használata. Például a volfrám-180 felezési ideje 1,8 Ea.